# Coll dels Ginebrars
El Coll dels Ginebrars és una collada del municipi del Molar a la comarca del Priorat.